# Zoppola
Zoppola (Çopule in friulano standard, Sopula nella variante locale) è un comune italiano di 8 347 abitanti del Friuli-Venezia Giulia.

## Origini del nome
Compare per la prima volta come «Zaupola» nel 1103. Nel 1259 viene indicata come «Zaupola Romana», forse per differenziarla da un vicino insediamento alloglotto, presumibilmente sloveno.
Il toponimo presenta una base *zaupo, da cui il friulano ciaup "tronco" e poi "trogolo" e, per estensione, "abbeveratoio", "pozza", "vasca".

## Storia

### Simboli
Lo stemma e il gonfalone del comune di Zoppola sono stati concessi con decreto del presidente della Repubblica del 6 ottobre 1953.
Il gonfalone è un drappo di azzurro.

## Monumenti e luoghi d'interesse

### Castello
Dominato dalla imponente mole del castello dei conti Panciera (secolo XIV, con affreschi della prima metà del Cinquecento nel cortile interno), il territorio del comune è disseminato di opere d'arte. Il castello fu edificato forse intorno al secolo XI, a difesa della strada che dal guado sul Tagliamento conduceva a Pordenone. Il territorio di Zoppola fece pure parte dei dominii che i duchi d'Austria ebbero dal XIII secolo intorno a Pordenone. Ma, per varie vicissitudini, Zoppola già nel XIV secolo venne distaccata da quei possedimenti. Il castello venne concesso prima agli Zoppola (il cui nome compare per la prima volta nel 1103) e poi ad altri. Nel 1405, castello e giurisdizione vennero assegnati alla famiglia del patriarca di Aquileia Antonio Panciera (già vescovo di Concordia e poi cardinale), alla quale il maniero tuttora appartiene. Dell'antico e articolato sistema difensivo sopravvive, anche se mozzata, la torre maestra. Il cortile interno del castello è impreziosito da affreschi di Pomponio Amalteo; esiste ancora lo studiolo del cardinale Antonio con un soffitto ligneo dorato e dipinto. Nei pressi di Zoppola, a Cusano, esisteva il castello fatto costruire nel 1268, su una precedente fortificazione, dal vescovo di Concordia, ma di esso si sono perse le tracce quando nell'Ottocento venne realizzata la ferrovia.

### Chiesa di San Martino Vescovo a Zoppola
Nella parrocchiale di Zoppola, ascrivibile ai secoli XVIII e XIX, vanno segnalate le statue dei santi Martino e Pietro all'altar maggiore, di L. De Paoli (inizi del Novecento) e una tela palmesca (XVI-XVII secolo) con Nozze mistiche di santa Caterina.

### Chiesetta di San Michele a Ovoledo
La vecchia chiesa di Ovoledo, dedicata a San Michele Arcangelo, ospita nel coro, oltre a una Madonna col Bambino e santi (XVII-XVIII secolo) di un autore friulano, affreschi di Girolamo del Zocco (1568-1569) che si distinguono soprattutto per alcuni degli angeli musicanti che accompagnano gli evangelisti nelle vele; è sempre del XVI secolo la decorazione onirica a grottesche sulla parete destra dell'aula.

### Chiesa di Santo Stefano Protomartire a Cevraia
La piccola e semi nascosta chiesetta di Cevraia, originaria del XVI secolo, venne riedificata nel Settecento.
All'interno della chiesetta si trovano frammenti di pittura parietale cinquecentesca e l'altar maggiore, ornato da una Madonna col Bambino in trono fra i santi Stefano e Andrea del Calderari (1554).

### Pieve di Sant'Andrea a Castions
Nella chiesa di Sant'Andrea a Castions, due tele dell'Amalteo (Pentecoste, 1532, e Madonna col Bambino in trono fra i santi Rocco e Sebastiano, 1569 circa.) si accompagnano a una vivace pala di Antonio Carneo (San Giovanni Battista fra i santi Girolamo, Antonio col Bambin Gesù, un devoto e la Santissima Trinità, 1680 circa) e ad un frammentario ciclo di affreschi del primissimo Cinquecento nel vano absidale, attribuibili a Pietro Gorizio (Storie dei Santi Pietro e Andrea, Decapitazione di san Giacomo sulla parete sinistra, crocifissione su quella di fondo).

### Chiesa dei Santi Ulderico e Antonio a Orcenico Inferiore
Ad Orcenico Inferiore, la chiesa dei Santi Ulderico e Antonio, edificata nel Medioevo e parzialmente ricostruita nell'Ottocento, annovera altari di G. Contiero (metà Settecento) e una Visitazione (1714) attribuita a N. Bambini.

### Chiesa di San Lorenzo a Orcenico Superiore
A Orcenico Superiore la chiesa di San Lorenzo conta due pale di Giuseppe Moretto (fine XVI - inizi XVII secolo).

### Villa Panciera a Murlis
A Murlis, infine, si trova villa Panciera. Dell'imponente progetto originario (fine Settecento) è stata realizzata solo la barchessa sinistra, al termine della quale sorge la chiesa a pianta centrale di santa Lucia, che possiede un altare settecentesco con vaporosi Angeli del XVII secolo di Tommaso Rues e di M. Fabris.

## Società

### Evoluzione demografica
Abitanti censiti

### Lingue e dialetti
A Zoppola, accanto alla Lingua italiana, la popolazione utilizza la Lingua friulana. Ai sensi della Deliberazione n. 2680 del 3 agosto 2001 della Giunta della Regione autonoma Friuli-Venezia Giulia, il Comune è inserito nell'ambito territoriale di tutela della lingua friulana ai fini della applicazione della legge 482/99, della legge regionale 15/96 e della legge regionale 29/2007.
Il dialetto friulano che si parla a Zoppola rientra fra le varianti appartenenti al friulano occidentale.

Presente anche la lingua veneta.

## Cultura

### Istruzione

#### Musei
- Galleria civica d'arte del Comune di Zoppola[12]

## Geografia antropica

### Frazioni
Il comune comprende, oltre al capoluogo, sette frazioni (tra parentesi le denominazioni in friulano standard e, qualora differisca, in friulano locale):
- Castions (Cjasteons), frazione principale del Comune di Zoppola, nota dal tempo dei romani come Castrum Leonis. Qui nacque nel 1876 ed è sepolto il cardinale Celso Costantini.
- Cusano (Cusan, Cudhan)
- Murlis (Murlis), il cui nome deriva dal latino murulus con il significato di cinta muraria
- Orcenico Inferiore (Durcinins Disot, Dursinins Disot)
- Orcenico Superiore (Durcinins Disore, Dursinins Disora)
- Ovoledo (Dovolêt, Dovoleit)
- Poincicco (Puincic, Puinthic)

Ci sono anche altre località minori ovvero:
- Cevraia (Cevraie, Sevraia), località di Castions
- Policreta, località di Poincicco
- Ponte Meduna (Puint da la Midune, Punt da la Miduna), località di Zoppola

## Infrastrutture e trasporti

### Ferrovie
Il comune è servito dalla stazione ferroviaria di Cusano, sita nella frazione di Cusano. Si tratta di una stazione in cui fermano solo alcuni treni regionali. Pur tuttavia, i collegamenti ferroviari sono garantiti in via complementare sia dalla stazione di Pordenone (comoda per chi viene dalla parte occidentale del comune, come Ponte Meduna e Poincicco), sia dalla stazione di Casarsa (comoda per chi viene dalla parte orientale, come Orcenico Superiore e Castions).

## Amministrazione

### Sindaci dal 1993
| Periodo | Periodo   | Primo cittadino           | Partito                                  | Carica  | Note |
| ------- | --------- | ------------------------- | ---------------------------------------- | ------- | ---- |
| 1993    | 1994      | Antonio Ius               | Democrazia Cristiana                     | Sindaco |      |
| 1994    | 1998      | Renzo Cazzol              | Partito Democratico della Sinistra (PDS) | Sindaco |      |
| 1998    | 2003      | Renzo Cazzol              | Partito Democratico della Sinistra (PDS) | Sindaco |      |
| 2003    | 2008      | Angelo Masotti Cristofoli | Centro-sinistra                          | Sindaco |      |
| 2008    | 2013      | Angelo Masotti Cristofoli | Centro-sinistra                          | Sindaco |      |
| 2013    | 2018      | Francesca Papais          | Lista civica                             | Sindaco |      |
| 2018    | 2023      | Francesca Papais          | Lista civica                             | Sindaco |      |
| 2023    | in carica | Antonello Tius            | Lista civica                             | Sindaco |      |

### Gemellaggi
- Tonneins, dal 1981
- Sankt Georgen am Längsee, dal 1996